# Variabel kondensator
En variabel kondensator  er en kondensator vis kapacitans med overlæg gentagne gange kan ændres mekanisk eller elektronisk.  Variable kondensatorer anvendes ofte i L/C-kredsløb til at justere resonansfrekvensen, fx til at afstemme (eng. tune) en radiomodtager (derfor kaldes de derfor nogle gange for afstemningskondensator) - eller som en variabel reaktans, fx til impedans matching i antennetunere.

## Mekanisk styrede
I mekanisk styrede variable kondensatorer ændres afstanden mellem metalpladerne - eller hvor meget pladeoverfladerne overlapper.
Den almindeligste form for mekanisk styrede variable kondensatorer er en gruppe af halvcirkulære metalplader monteret på en rotoraksel ("rotor") som bliver positioneret i gabene mellem en gruppe af stationære metalplader ("stator") sådan at overlapningsarealet kan ændres ved at rotere rotorakslen.  Luft eller plastfolier kan anvendes som dielektriske materialer.
Ved at vælge formen af rotorpladerne, kan forskellige funktioner af kapacitans som funktion af rotorvinkel skabes; fx til at opnå en linear frekvensskala.  Forskellige former for reduktions gearingsmekanismer bliver ofte anvendt for at opnå finere afstemningsstyring, fx til at sprede kapacitansvariationen over en større vinkel, ofte adskillige omdrejninger.
- Kapacitansmåling af en drejekondensator
- Cmin = 29 pF
- C = 269 pF
- Cmax = 520 pF

## Elektronisk styring
Tykkelsen af spærrelaget af en spærreforspændt halvlederdiode varierer med spærrespændingen over diodens pn-overgang.  Enhver halvlederdiode udviser denne effekt (inklusiv pn-overgange i transistorer), men nogle halvlederdioder sælges og markedsføres specifikt som variable kapacitans dioder - kapacitetsdioder - de bliver designet med mange gange et større pn-overgangsareal og en doteringsprofil, som maksimerer kapacitansen og kapacitansforholdet.

### Digital styrede kondensatorer
En digitalt styret kondensator er en IC variabel kondensator baseret på adskillige teknologier.  MEMS, BST og SOI/SOS komponenter er tilgængelige fra flere fabrikanter.

## Transducere
Variable kapacitans bliver også anvendt til at omsætte fysiske størrelser til elektriske signaler.
- I en kondensatormikrofon fungerer membranen som en kondensatorplade - og vibrationer producerer ændringer i afstanden mellem membranen og en fast plade eller rist, hvilket ændre spændingen over de to metalflader.
- Nogle typer af industrielle sensorer anvender en kondensatorelement til at omsætte mellem fysiske størrelser såsom tryk, flytning eller relativ luftfugtighed til et elektrisk signal for måleformål.
- Kapacitive sensorer kan anvendes i stedet for omskiftere - fx i tastaturer eller knapper i elevatorer, som ikke har nogen form for bevægelige dele.